# 六段の調
六段の調（ろくだんのしらべ、六段調、六段）は段物と呼ばれる箏曲のひとつで、段物または調べ物の中の代表曲。近世箏曲の祖である八橋検校により作曲されたと伝えられている。箏の調弦は平調子。(後に雲井調子の替え手も出来た)各段が52拍子（104拍・初段のみ54拍子）で六段の構成となっている。
箏組歌や大多数の地歌曲と異なり、歌を伴わない純器楽曲である。千鳥の曲と並び江戸時代の古典箏曲を代表する曲の一つであり、現代においてもBGMとして広く使用されている。学校教育における観賞用教材としても採用されている。
本来は箏の独奏曲であるが、後世合奏用にいくつもの箏の替手が作られて合奏されることも多く、また三絃にも移され、さらにその替手が作られ、加えて胡弓や尺八各派でも手付けがなされており、三曲合奏や箏の替手とあわせ二重奏など、いろいろな合奏編成で演奏されることも多い。

## 概要
八橋検校(1614年 - 1685年)は、筑紫流箏曲を基に近世の箏曲の基礎を作り上げた。箏の楽器そのもの、および奏法の改良を行った。雅楽の調弦法に半音を導入した陰音階による調弦法を使用した八橋以降の箏曲は俗箏と呼ばれている。八橋検校は、自らの箏曲作品において箏組歌および段物を確立したとされる。組歌は箏伴奏による歌曲であり、段ものは箏独奏の器楽曲である。箏組歌は以後多くの作曲家により作られ続けたが、いずれも箏本来の曲であり、それ以降箏の職格を得るための必修曲とされた。六段の調のような段物は、箏組歌に準ずる曲として重要な曲とされてきた。六段のほか『八段の調（八段調）』『乱輪舌（みだれ、十段調）』は、八橋検校の作とされている。
ただし、現存の八橋流に伝えられている類似曲とはさまざまな相違点があり、学術的には現在生田流各派、山田流で演奏されている本曲が、八橋の作曲そのものであるとは考えられていない。おそらく八橋の門弟北島検校、更にその門弟の生田検校によっておされたのではないかと言われている。
八橋検校が箏の改良を行っていた当時は、箏や三味線、そして尺八の粗型である一節切（ひとよぎり）などを使用して、歌謡や器楽曲の小品が演奏されていた。八橋検校は、そのような曲のなかから『すがかき』と『りんぜつ』を発展させ、段物と呼ばれる曲をアレンジ、作曲しなおしたと推察される。当時の流行曲の楽譜は『糸竹初心集』(1664年)、『糸竹大全』（1687年以前）に見ることができる。

## 隠れ聖歌説
グレゴリオ聖歌「クレド」と本曲と音調が似ているため、「クレド」を元に作曲されたのではないか。という説がある。